# Arbent
Arbent là một xã ở tỉnh Ain, vùng Auvergne-Rhône-Alpes thuộc miền đông nước Pháp.

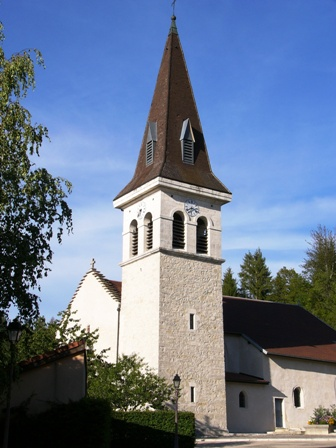
Saint Laurent church

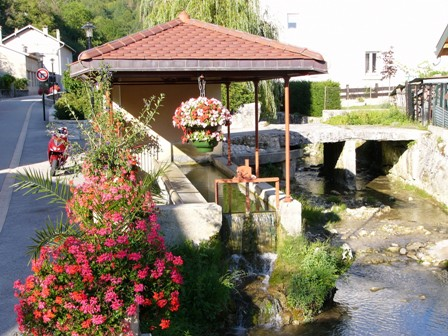
Old wash house in Arbent